# Исаев, Григорий Прокофьевич
Григорий Прокофьевич Исаев (10 января 1857, Могилёв — 25 марта 1886, Шлиссельбург) — революционер-народник.

## Биография
Сын почтальона. Учился в Петербургском университете (1876‒78) и Медико-хирургической академии (с 1878).
Член тайного кружка самообразования в Могилёве, в 1878—1879 участник студенческого движения в Петербурге. С 1879 член террористической группы «Свобода или смерть», затем «Народной воли» и её исполкома. Участник подготовки покушений на царя под Москвой, в Одессе и Петербурге.
В 1881 арестован и на Процессе двадцати народовольцев приговорён к смертной казни, заменённой пожизненной каторгой. Умер в Шлиссельбургской крепости.